# Cuchilalpan
Cuchilalpan är en ort i Mexiko.   Den ligger i kommunen Omitlán de Juárez och delstaten Hidalgo, i den sydöstra delen av landet, 100 km nordost om huvudstaden Mexico City. Cuchilalpan ligger 2 439 meter över havet och antalet invånare är 138.
Terrängen runt Cuchilalpan är lite bergig. Runt Cuchilalpan är det ganska tätbefolkat, med 93 invånare per kvadratkilometer. Närmaste större samhälle är Pachuca de Soto, 11,2 km sydväst om Cuchilalpan. I omgivningarna runt Cuchilalpan växer i huvudsak blandskog.